# Seznam hudebních vydavatelství
Toto je seznam hudebních vydavatelství:

## 0-9
- 4AD, Anglie
- 8bitpeoples, USA

## A
- A&E Records
- A&M Records, USA
- ABKCO Records
- Absolutely Kosher Records
- Aftermath Entertainment, USA
- Aggro Berlin
- All Saints Records
- American Music Records
- American Recordings
- Anthem Records, Kanada
- ANTI-
- Apple Records, Anglie
- Arista Records, USA
- Ars Benevola Mater, Itálie
- Astralwerks
- Asylum Records, USA
- Atco Records, USA
- Atlantic Records, USA

## B
- Bad Boy Records
- Beggars Banquet Records
- Bella Union
- Beserkley Records
- Black Lotus Records
- Blood and Fire
- Blue Horizon
- Blue Note Records
- BMG
- Bronze Records, Anglie

## C
- Cacophonous Records
- Calliope Records
- Capitol Records, USA
- Captain Oi!
- Carpark Records
- Casablanca Records
- Cash Money Records
- Celluloid Records
- Century Media Records
- Chandos Records
- Charisma Records
- Chess Records
- Chrysalis Records
- Columbia Records
- Combat Records
- Cotillion Records
- Crammed Discs, Belgie
- CTI Records, USA Fusion

## D
- Daylight Records
- Death Row Records
- Deathlike Silence Productions
- Decca Records
- Def American
- Def Jam Recordings
- Deram Records
- Dischord Records
- Discipline Global Mobile
- Displeased Records
- Domino Records – 1993
- DSFA Records
- Duke Street Records, Kanada

## E
- Eagle Records
- Elektra Records
- EMI
- Epic Records
- Epitaph
- Erato

## F
- Factory Records, Anglie
- Fantasy Records
- FR centrum
- FT Records
- Fuel 2000
- Fueled by Ramen

## G
- Geffen Records, USA
- Guerilla Records

## H
- Harmonia Mundi

## I
- Indies Records
- Island Records

## K
- Kontor Records

## M
- MCA Records
- Mercury Records
- MGM Records
- Motown
- Multisonic
- Mute Records

## N
- Naxos
- Nightingale Classic

## O
- Odeon
- Ondine
- Opera Rara
- Opus

## P
- Panton
- Parlophone, Anglie
- Polí5
- Polydor
- Popron Music

## R
- RCA Records
- Red Girl Records
- Relativity Records, USA
- Reprise Records, USA
- Rhino Records, USA
- G.Ricordi & C., Itálie
- Riverside Records
- RandM Records
- Rounder Records, USA

## S
- Saddle Creek Records
- Sheffield Tunes
- Sire Records, USA
- Sisyfos Records
- SOLAR Records, USA
- Sony Music
- Stonehenge Records
- Supraphon

## Š
- Šafrán 78

## T
- Tommü Records

## U
- Universal Music Group

## V
- Verve Records, USA
- Virgin Records, Anglie

## W
- Warner Music Group, USA